# Johannes Nauclerus
Johannes Nauclerus est un chroniqueur et humaniste allemand né vers 1425 en Souabe et mort le 5 janvier 1510. Son véritable nom était Johann Vergenhans. Il le latinisa en nauclerus, signifiant navigateur, une traduction de Vergenhans, qui signifie passeur.
En 1450, il devint docteur en droit et se mit au service d'Eberhard V de Wurtemberg. En 1460, il était à la tête de l'église de Stuttgart. Il semble avoir passé un certain temps en Italie, où il eut des contacts avec le pape Pie II. De 1464 à 1465 il enseigna à l'Université de Bâle. En 1466 il se trouvait à Rome.
Il fut en 1477 le premier recteur de l'université de Tübingen, puis son chancelier.
En 1502, il devint un des juges de la ligue de Souabe, poste qu'il conserva jusqu'à ce que les Wurtemberg s'en retirent en 1513.

## Œuvres
Il est l'auteur d'une Chronique universelle en latin (Memorabilium omnis aetatis et omnium gentium chronici commentarii, 1516), imprimée après sa mort avec un avant-propos de Johannes Reuchlin. Elle couvre toute la période entre Adam et l'an 1500. Elle ne suit pas la division traditionnelle en « âges » (aetates) et « royaumes » (regna), mais une division basée sur les générations.
Écrite sur la suggestion de l'empereur Maximilien Ier du Saint-Empire, elle décrit des événements de la Bible comme la construction de la Tour de Babel, ainsi que de la mythologie grecque, comme la Guerre de Troie. Elle rend compte également d'événements historiques récents comme le supplice de Savonarole à Florence en 1498.
Nauclerus avait consulté une quantité inhabituelle de sources différentes (comme par exemple un récit d'Eilmer de Malmesbury), ce qui indique qu'il était déjà imprégné de l'esprit de l'Humanisme. Certaines de ses sources ont disparu et leur contenu ne nous est plus connu que par son livre.
Celui-ci était connu d'Ortelius, par l'intermédiaire de l'humaniste allemand Franciscus Irenicus (1494/1495–1553). Érasme écrivit aussi une préface louangeuse à son propos.
Nauclerus a écrit d'autres œuvres, notamment le Tractatus de symonia perutilis (Tübingen, 1500).